# Cory Emmerton
Cory Emmerton (* 1. června 1988) je kanadský hokejový útočník hrající v týmu severoamerické NHL Detroit Red Wings.

## Kariéra v NHL
Byl draftován v roce 2006 týmem Detroit Red Wings. Do roku 2010 hrál ve farmářském celku Grand Rapids Griffins. Do NHL poprvé vstoupil v roce 2010, kdy ve 2 zápasech zaznamenal 1 bod a první gól v NHL. Od roku 2011 nastupuje za Red Wings pravidelně.